# Linophryne lucifer
Linophryne lucifer – gatunek ryby głębinowej z rodziny Linophrynidae. Gatunek batypelagiczny, występuje w północnym Atlantyku: łowiona u wybrzeży Madery, Islandii, Nowej Fundlandii, także w Morzu Irmingera. Występuje dymorfizm płciowy, samice osiągają do 19,3 cm długości, samce 24–40 mm.